# Trichomonas vaginalis
Trichomonas vaginalis er en anaerob protozo, der er årsag til kønssygdommen trichomonas (trichomoniasis).
Den er den hyppigste protozoinfektion i industrialiserede lande.
Trichomonas er en infektion i urogenitalsystemet. Hos kvinder oftest i skeden, og hos mænd i urinrøret. 90% af inficerede mænd og omkr. 50% inficerede kvinder udviser ikke symptomer, men kan være smittebærere.
Symptomer er udflåd og kløe eller svie ved vandladning.